# Нацвлишвили, Гия
Гия (Георгий, Григорий) Нацвлишвили (род. 4 июля 1963, Тбилиси) — советский и грузинский самбист, бронзовый призёр чемпионата СССР по самбо 1990 года, чемпион Европы 1991 года, серебряный призёр чемпионата мира по самбо 1991 года. Мастер спорта СССР международного класса. По самбо выступал в первой полусредней весовой категории (до 68 кг).
Выпускник Грузинского политехнического института 1985 года. Бизнесмен, руководитель нескольких фирм. В 2003—2004 годах — секретарь Единого национального движения. С 2004 года депутат Тбилисского городского совета. В 2004—2008 годах депутат Парламента Грузии VI созыва по партийному списку избирательного блока «Национальное движение — демократы». С 2006 года губернатор Кахетии. Заместитель председателя комитета парламента по отраслевой экономике и экономической политике. В 2008—2012 годах был президентом Олимпийского комитета Грузии.

## Спортивные результаты
- Чемпионат СССР по самбо 1990 года — ;